# 857
857 је била проста година.

## Догађаји
- Википедија:Непознат датум — Владавина династије Абасида у Багдаду.

- Цар Михаило III, под утицајем стрица Варде, протерује своју мајку Теодору у манастир Гастрију. Варда, регент, постаје најмоћнија личност у Византијском царству.
- Новембар – Ериспоа, владара (војводу) Бретање, убија његов рођак Саломон и следбеници, у цркви у Талензаку. Краљ Карло Ћелави признаје Саломона као законитог 'краља' Бретање.
- Свети Ћирило и Методије су кренули на пут са циљем да проповедају хришћанску веру Хазарима и Словенима.
- Данска викиншка флота напада градове Дорестад, Париз и Орлеан. Други плове реком Оаза, пустошећи Бове и опатију Сен Жермер де Фли.
- Викиншки поглавица Рорик, уз сагласност краља Лотара II, напушта Дорестад са флотом и приморава свог ривала Хорика II да га призна за владара над Данском .
- Прва забележена велика епидемија ерготизма убија хиљаде људи у долини Рајне. Јели су хлеб направљен од ражи заражене паразитом ергот гљиве.